# Rohr im Kremstal
Rohr im Kremstal là một đô thị thuộc huyện Steyr-Land thuộc bang Oberösterreich, Áo. Đô thị Rohr im Kremstal có diện tích 13,6 km², dân số thời điểm năm 2006 là 1229 người.